# Bonnie och Clyde

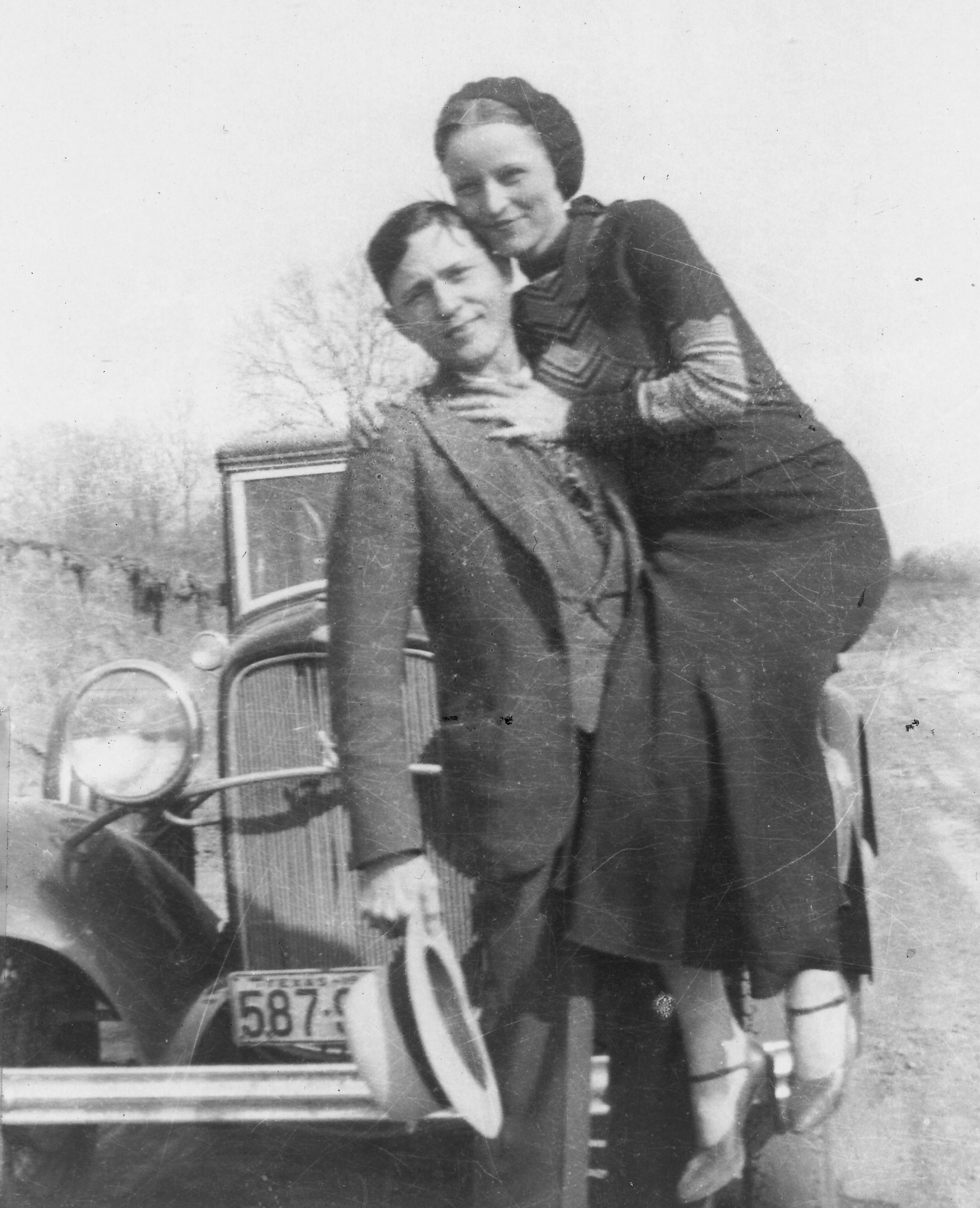
Bonnie och Clyde cirka 1933.

Bonnie Elizabeth Parker och Clyde Chestnut Barrow var två mytomspunna kriminella, som mestadels rånade småbutiker och bensinstationer på landsbygden och som var verksamma i centrala USA under den stora depressionen, ofta tillsammans med medhjälpare. Ligan gick under namnet  Barrowgänget samt anses ha dödat minst nio polismän och ett flertal civila. Parets brott, liksom de som begicks av andra brottslingar som John Dillinger, Pretty Boy Floyd och Ma Barker, blev uppmärksammade i hela USA och de två rånarna blev ökända över hela landet.
I allmänhetens ögon var de häftiga, smarta brottslingar som kyligt rånade banker och dödade poliser. Hela deras kriminella bana präglades dock av misstag. Rånen var så illa genomtänkta att brottslingarna ofta fick gå tomhänta från platsen och istället ägna sig åt att bryta upp tuggummiautomater för att komma åt pengar. De opererade under en tid som kommit att kallas public enemy-eran åren 1931 till 1935, vars händelser ledde till att FBI bildades.

## Bonnie
Bonnie Elizabeth Parker, född 1 oktober 1910 i Rowena, Texas, död 23 maj 1934 i Bienville Parish, Louisiana, var det andra av tre barn. Hennes far, som var murare, avled då Bonnie bara var fyra år, vilket tvingade modern, Emma Parker, att flytta med barnen till West Dallas, där de levde i fattigdom. Bonnie var ett brådmoget barn och hade goda betyg i high school, särskilt i kreativt skrivande. Hon vann en tävling för sin skola och höll även tal för lokala politiker. Hon beskrevs som en intelligent, vacker, charmig och envis ung kvinna.
Bonnie Parker gifte sig den 25 september 1926 med Roy Thornton, men förhållandet varade inte. Maken försvann av och till, en gång under så lång tid som ett helt år, och den unga flickan led av hemlängtan. I januari 1929 bröt hon upp från sitt äktenskap, men trots att Roy Thornton dömdes till fem års fängelse kort efter det, skildes de aldrig och Bonnie bar fortfarande Thorntons vigselring vid sin död. 
Hon avbildas ofta som Clyde Barrows brottsliga jämlike, men hennes roll i många rån, mord och bilstölder tillsammans med Barrowgänget begränsade sig till logistik. Hon tyckte om att skriva och hennes dikt "The Story of Bonnie and Clyde" är en personlig redogörelse över deras brottslighet och hägrande slut.

## Clyde
Clyde "Champion" Chestnut Barrow, född  24 mars 1909 (eller 1910, enligt vissa källor) i Ellis County, Texas (nära Telico söder om Dallas), död 23 maj 1934 i Bienville Parish, Louisiana. Han var det femte av sju barn i en fattig jordbrukarfamilj. Clyde arresterades första gången i slutet av 1926 efter att ha smitit från polisen som ville fråga om en hyrbil som han inte återlämnat. Ett andra gripande skedde kort därefter, då han och brodern Buck Barrow, ertappades med stulet gods (kalkoner). I båda dessa fall kan Clyde möjligen ha agerat utan brottslig avsikt. Under 1927-1929 gjorde han inbrott i butiker, bröt sig in i kassaskåp och stal bilar. Även om han gjorde sig känd som bankrånare föredrog han mindre rån; han rånade betydligt fler mataffärer och mackar jämfört med de 10-15 bankrån som han och Barrowgänget antas ha begått. Efter många rån och stölder tog hans lycka slut och i april 1930 internerades han i fängelset Eastham. Under tiden i fängelse var han i över ett år i konflikt med en medfånge som våldtog Clyde. Till slut krossade Clyde skallen på medfången med ett järnrör i ett bråk. Det var första gången Clyde Barrow dödade någon.

## Historia

### De möts
Bonnie Parker mötte Clyde Barrow, 5 januari 1930 i  Oak Cliff. De träffades genom hans vän Clarence Clay. Clarences syster, Bonnies svägerska, hade fest där Bonnie och Clyde möttes och blev förälskade omgående. Många tror att Bonnie blev medlem av Clydes Barrow-liga för att hon var så otroligt kär. Hon understödde honom lojalt in i det sista när de utförde sina brott.

### Fängelse och frisläppande
I mitten av februari 1930 träffades Bonnie och Clyde regelbundet och polisen bedrev spaning mot Emma Parkers hus i hopp om att där gripa den efterlyste Barrow. De arresterade honom och han dömdes till fängelse i två år för inbrott och bilstölder. Med undantag för en två-veckors rymning (som slutade med att han infångades i Ohio) satt Clyde fängslad i Texas state prison på Eastham Farm fram till början av 1931. Det sägs ha varit där han första gången dödade en människa, en intern vid namn Big Ed. Denne var en serievåldtäktsman, ökänd på Eastham för att antasta de svagare fångarna. De sexuella övergrepp som Clyde utsattes för i fängelset kan enligt vissa historiker ha givit honom permanenta psykologiska men, och lett till de våldsamma handlingar som han senare utförde.     
På 1930-talet översåg man ofta med fängelsemord om de begicks av fångar som avtjänade långa straff. Clyde Barrow slöt därför ett avtal med en fånge som skulle sitta inne i 30 år, att om denne tog på sig skulden för mordet skulle Clyde hjälpa honom att rymma. Clyde krossade skallen på "Big Ed" medan den andre internen högg sig själv i magen, satte kniven i Eds hand och skrek till vakterna, "Jag har dödat Ed!". Vakterna som arbetade den natten rapporterade att vaktchefen ska ha svarat "Ingen större förlust!". Detta var Clyde Barrows första mord.
Efter att han frigivits 1932 flyttade Clyde till Massachusetts, för att försöka börja om från början. Inom några veckor var han dock tillbaka i Texas, indragen i en fritagningsplan av kumpanen Raymond Hamilton med flera. 
I april 1932 såg en nattvakt hur Clyde Barrow och några medhjälpare bröt sig in i en järnhandel (butikens läge är omtvistat; de lokala tidningarna rapporterade att det var i Mabank, Texas). De flydde under eldstrid, förenades med Bonnie, och försökte fly området där brottet begicks.
Händelsen följde ett mönster för Bonnie och Clyde som skulle bestå till deras död — desperat flykt i hög hastighet utmed ibland oframkomliga vägar, bilstölder och ständiga byten av stulna registreringsskyltar. Även om Clydes körskicklighet och förmåga att undkomma förföljare senare motvilligt beundrades av polisen, slutade detta illa, möjligen för att gänget slutligen var tvungna att stjäla mulor för att ta sig fram över fälten. Clyde undkom, men Bonnie och Fults greps.
Bonnie hävdade senare att hon hade blivit kidnappad, och åtalet mot henne lades ner. Efter att ha tillbringat två månader i häktet i Kaufman, Texas kunde Bonnie återvända till Dallas i juni 1932, och var snart ute på vägarna med Clyde igen.

### Mord
Medan Bonnie suttit häktad, hade Clyde medverkat vid ett rån som chaufför. En butiksinnehavare sköts till döds. Mordoffrets hustru såg ett fotografi av Clyde hos polisen och pekade ut honom som en av skyttarna. 
I augusti 1932, då Bonnie var på besök hos sin mor, drack Clyde och hans kumpaner alkohol under en danstillställning i Oklahoma, något som var förbjudet under Förbudstiden. När sheriffen och hans undersheriff närmade sig öppnade Ray Hamilton och Clyde eld och dödade undersheriffen. Detta var första gången det så kallade Barrowgänget dödade en polis.

### Stråtrövare
Mellan 1932 och 1934 kidnappade Barrowgänget vid flera tillfällen sheriffer eller rånoffer, och släppte dem långt hemifrån, ibland med pengar så de kunde ta sig hem igen. Historier om dessa möten har bidragit till legenden om Bonnie och Clyde - ett par som både hånades och beundrades av allmänheten. 
Det finns inget som pekar på att Bonnie var ansvarig för några dödsskjutningar. Clyde och hans kumpaner tvekade dock aldrig att skjuta någon, polis eller civilperson, om de kände att deras egen säkerhet eller rörlighet var i fara. Clyde var den trolige skytten i omkring tio mord. Andra medlemmar i Barrowgänget som man vet, eller misstänker för mord var Raymond Hamilton, W.D. Jones, Buck Barrow, Joe Palmer och Henry Methvin. Med tanke på gängets relativt långa brottsbana, och en stor mängd vapen, bilar och människor inblandade, kan historieböckerna endast spekulera kring den direkta ansvarsfrågan och detaljer kring många av de rån och mord knutna till Bonnie och Clyde. Flertalet av deras brott begicks dessutom i avlägsna trakter, med få vittnen och begränsade möjligheter till brottplatsundersökning.

### Joplin

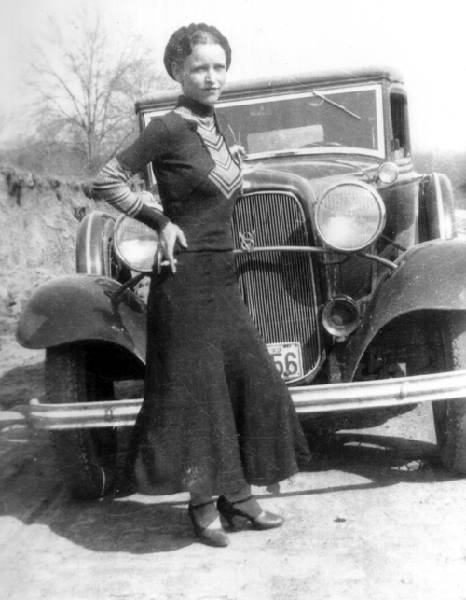
Bild av Bonnie från filmrullen som hittades i Joplin, Missouri.

22 mars 1933 benådades Clydes bror Buck och släpptes från fängelset. I april bodde han och hustrun Blanche med W.D. Jones, Clyde och Bonnie i ett tillfälligt gömställe i Joplin, Missouri (enligt vissa källor var de bara på besök, för att övertala Clyde att överlämna sig till polisen).
Barrowgängets nästa möte med lagen berodde på deras suspekta agerande, inte på att deras identiteter hade avslöjats. Den lokala polisen visste inte vad som väntade dem eller vilka det rörde sig om, bara att några misstänkta personer (möjligtvis försäljare av olaglig alkohol) befann sig i en lägenhet ovanför ett garage. Utryckningsstyrkan bestod endast av två polisbilar som körde till det ställe där Clyde Barrow och hans kumpaner gömde sig. Även om de överraskades, höll sig Clyde som vanligt kylig under eldstrid. Han och W.D. Jones dödade snabbt en av poliserna och skadade den andre allvarligt. 
De överlevande poliserna vittnade senare att deras sida bara avlossat fjorton salvor under händelsen. I motsats till den redogörelse som finns i filmen Bonnie och Clyde, sågs Blanche Barrow, efter den inledande salvan, gå längs uppfarten och ut på gatan med ett nästan surrealistiskt lugn, för att locka med sig sin hund in till garaget och in i bilen.
Barrowgänget lyckades ta sig iväg från Joplin, men W.D. Jones var sårad, och de hade lämnat de flesta av sina ägodelar i den hyrda lägenheten — däribland en kamera och en filmrulle. Den framkallades av Joplin Globe, och gav många, nu berömda, fotografier, varav två kan ses här. Senare använde Bonnie och Clyde ytterkläder och hattar för att dölja registreringsskyltarna på sina stulna fordon då de tog kort.

### Osämja
Trots den glamorösa bild som förknippas med Barrowgänget, var de desperata och missnöjda. Blanche Barrow redogjorde i en nyligen publicerad handskrift om vad som verkade vara ständig flykt. Clyde var som en robot bakom ratten, och körde på farliga vägar och sökte efter platser där de kunde sova och äta utan att bli upptäckta. En medlem var alltid på vakt. Trots att de hade tusentals dollar från ett bankrån, var det en lyx att få sova i en säng för någon i Barrowgänget. Att sova lugnt var nästan omöjligt.

### Bonnie blir skadad
I juni 1933, under ännu en vild flykt, körde bilen som Clyde, W.D. Jones och Bonnie färdades i ned i en ravin. Den voltade runt och Bonnie satt fast i passagerarsätet medan batterisyra läckte på hennes ben. Trots att hon var allvarligt skadad var Clydes första åtgärd att få bort dem från platsen, vilket inte var lätt med tanke på att olyckan dragit uppmärksamhet till sig. 
Efter att de återförenats med Blanche och Buck Barrow igen, stannade de på ett ställe tills Buck dödade en polis under ett rån med W.D. Jones, och de var tvungna att fly igen. Ligan flyttade flera gånger innan de slutligen hyrde två stugor nära Platte City, Missouri kvällen den 18 juli 1933.

### Buck Barrows död
Efter händelserna i Joplin, hade flera stater utfärdat meddelanden om att man skulle hålla ögonen öppna efter okända personer som köpte sjukvårdsartiklar. En apotekare i Platte City ringde polisen då en främling (troligtvis Blanche, även om hennes redogörelse pekar på att det var Clyde och W.D.) köpt sjukvårdsartiklar åt Bonnie 19 juli 1933. Tillsammans med andra rapporter om misstänkt agerande var sheriffen säker på att han var Barrowgänget på spåren. Han sammankallade en stor styrka och slog till mot gängets tillhåll samma natt. Men polisen var fortfarande ingen match för Barrowgängets eldkraft, då de nyligen rånat en vapenaffär. Gänget undkom ånyo, men till ett högt pris. Buck Barrow sköts i huvudet, men överlevde och Blanche blev nästan blind av glassplitter i ögonen. Möjligheterna att klara sig under den följande jakten minskade. 24 juli 1933 överraskades Barrowgänget i ett bakhåll i en övergiven park nära Dexter, Iowa. Återigen blev Buck skjuten och han greps tillsammans med Blanche. Clyde, Bonnie, och W.D. flydde till fots. Buck dog fem dagar senare på ett sjukhus i Perry, Iowa.

### Den sista flykten
Bonnie och Clyde överraskades av ett bakhåll igen 22 november 1933, denna gång då de träffade släktingar nära Sowers, Texas. Återigen lyckades de fly. 
I januari 1934, utförde Bonnie, Clyde, Floyd Hamilton (bror till Raymond Hamilton) och Jimmy Mullens en lyckad räd mot Eastham prison farm, och fritog Raymond Hamilton, Joe Palmer, Henry Methvin, och Hilton Bybee. Joe Palmer dödade en vakt och skadade troligen ytterligare en.
Clyde Barrow och Henry Methvin dödade två unga trafikpoliser nära Grapevine, Texas 1 april 1934 och ytterligare en polis fem dagar senare nära Commerce, Oklahoma.

### Död

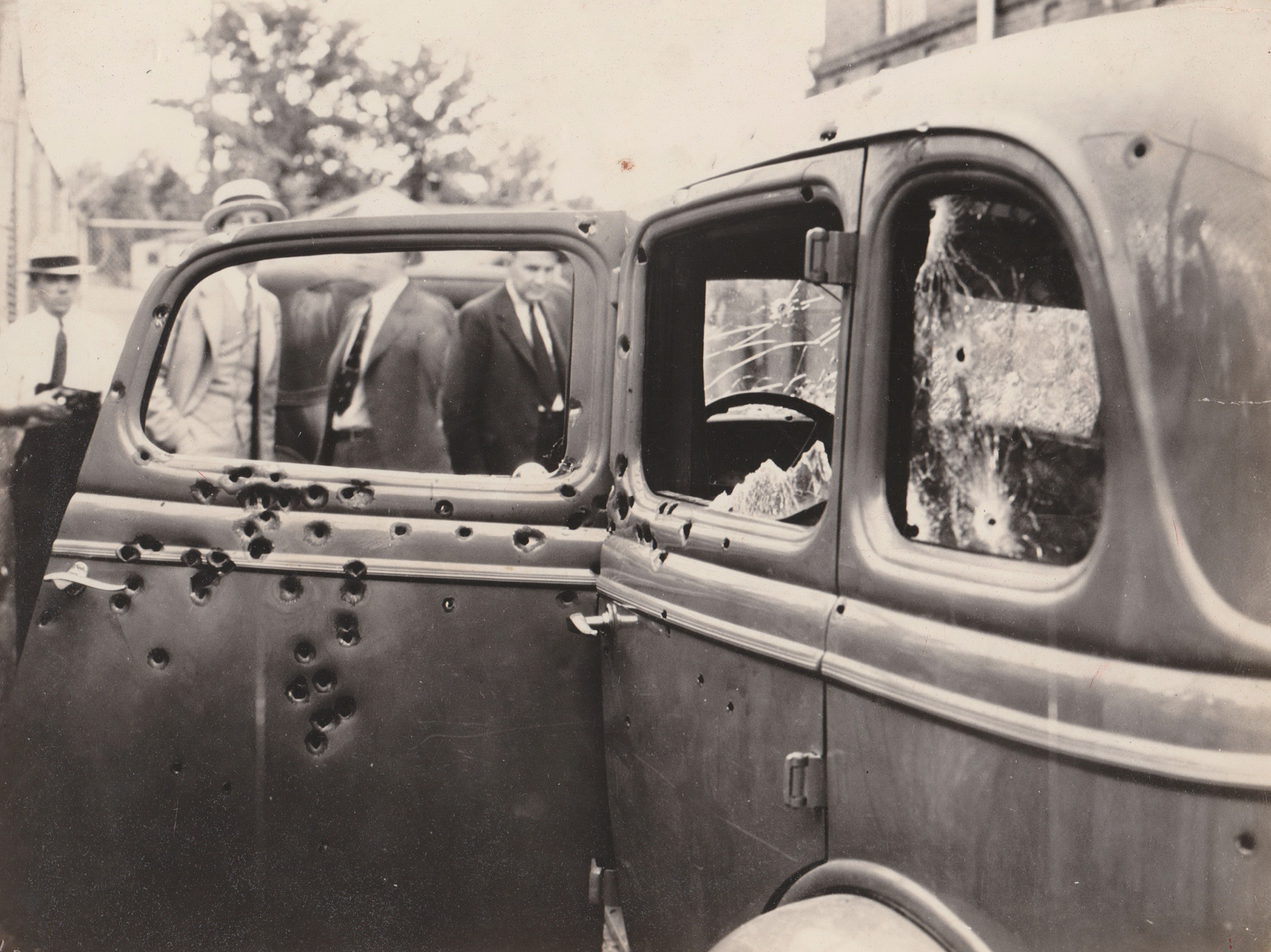
Bilen som Bonnie och Clyde dödades i.

Bonnie och Clyde överfölls under ett bakhåll och dödades 23 maj 1934, på en ödslig väg nära sitt gömställe utanför Bienville Parish, Louisiana. De sköts av ett uppbåd av fyra Texaspoliser och två från Louisiana (Louisianapoliserna var där av juridiska skäl, en aspekt av det amerikanska rättssystemet innan FBI grundades, som Clyde hade utnyttjat till fullo då han valde rånplatser och platser att gömma sig). Uppbådet leddes av tidigare Texas Rangerpoliskommissarien Frank Hamer, som aldrig tidigare hade träffat Bonnie eller Clyde. Han hade börjat spåra paret 10 februari 1934 och efter drygt en månad hade han träffat ett ombud för Henry Methvins föräldrar i Bienville Parish.
21 maj 1934, befann sig fyra medlemmar i polisstyrkan i Shreveport, Louisiana då de fick reda på att Bonnie och Clyde skulle dit under kvällen med Henry Methvin. Clyde hade bestämt att Methvins föräldrahem i Bienville Parish skulle vara träffpunkt om de skulle komma ifrån varandra. Methvin, som samarbetade med polisen, såg till att han kom ifrån Bonnie och Clyde i Shreveport och hela uppbådet, nu även med Louisianastyrkan, lade sig i bakhåll på vägen till mötesplatsen  — Highway 154, mellan Gibsland och Sailes. De var på plats 21:00, och väntade hela natten (22 maj), men Bonnie och Clyde syntes inte till.
Omkring 09:10 23 maj, var uppbådet, som legat gömda i buskarna, beredda att ge upp då de hörde Clydes stulna Ford V-8 närma sig. Då han stannade för att prata med Henry Methvins far — som placerats ut där med sin lastbil den morgonen för att distrahera Clyde och tvinga honom mot filen närmast uppbådet — öppnade poliserna eld och dödade Bonnie och Clyde med omkring 130 skott tillsammans.
Det har spekulerats i huruvida det första skottet, genom Clyde Barrows huvud av Prentis Oakley med en lånad Remington Model 8, var överilat. Oakley berättade senare att tankarna kring handlingarna den dagen jagade honom resten av livet. Det fanns inga juridiska skäl att döda Bonnie, som inte hade dödat någon, utan bara hade en efterlysning på sig för bilstöld men Hamer klargjorde att han hade för avsikt att döda henne. Han hade ett rykte om sig att inte vara alltför noga med juridiska detaljer.

## Eftermäle
Clyde Barrow är begraven på Western Heights Cemetery och Bonnie Parker i Crown Hill Memorial Park, båda i Dallas i Texas.
Bonnie och Clyde var bland de första kändisförbrytarna under modern tid. Clyde sägs ha skrivit ett brev till Ford Motor Company med en hyllning, även om handstilen aldrig har fastställts som hans. Ford ska ha fått ett liknande brev från någon som sade sig vara John Dillinger och båda breven användes i marknadsföring. Bonnies tidigare nämnda dikt, "The Story of Bonnie and Clyde", publicerades i flera tidningar.
År 1967 regisserade Arthur Penn en romantiserad filmversion av historien, Bonnie och Clyde, med Faye Dunaway och Warren Beatty i titelrollerna, som bidrog till den glamorösa bilden av det kriminella paret. Följande år utkom två sånger om paret: Brigitte Bardot sjöng en sång av Serge Gainsbourg och Georgie Fame en låt - The Ballad of Bonnie and Clyde av Mitch Murray och Peter Callander.
Dorothy Provine medverkade i filmen The Bonnie Parker Story (1958). Den första filmen om Bonnie och Clyde gjordes bara tre år efter deras död och hette You Only Live Once, med  Henry Fonda och Sylvia Sydney. Även låten och musikvideon "'03 Bonnie & Clyde" med Jay-Z och Beyoncé Knowles baseras på de båda rånarna. Rånarparet refereras även till i The Tears låt "Refugees". I Me and My Girlfriend från 1996 menar rapparen Tupac Shakur att han och hans vapen är "the '96 Bonnie and Clyde."
Den mödosamma jakten på Bonnie och Clyde skildras i filmen The Highwaymen från 2019. De två Texas Rangersmännen Hamer och Gault spelas av Kevin Costner och Woody Harrelson. 
Bonnie och Clydes dödsplats, som ligger ganska isolerat längs Highway 154 i Bienville Parish, Louisiana, är ihågkommen med två minnesmärken — ett av sten (numera nästan förstört av souvenirtjuvar) och ett nyare av metall. Varje år, vid tiden för bakhållet, hålls en  "Bonnie och Clyde-festival" i staden Gibsland, Louisiana.
Bonnie och Clydes bil som de blev beskjutna i står numera på ett Whiskey Pete's utanför Las Vegas.